# Miguel Ángel Builes Gómez
Il venerabile Miguel Ángel Builes Gómez (Donmatías, 9 settembre 1888 – Medellín, 29 settembre 1971) è stato un vescovo cattolico colombiano.

## Biografia
Ordinato prete nel 1914, esercitò per 10 anni il ministero sacerdotale in una vasta parrocchia missionaria. Fu eletto vescovo di Santa Rosa de Osos nel 1924.
Nel 1927 fondò a Yarumal il primo seminario missionario dell'America Latina, da cui ebbe origine l'Istituto per le missioni estere di Yarumal. Nel 1938 ordinò i primi missionari formatisi nel seminario.
Fondò anche le missionarie di Santa Teresina, le contemplative del Santissimo Sacramento e le Figlie di Nostra Signora delle Misericordie.

## Causa di beatificazione
Il 19 maggio 2018 è stata approvata l'eroicità delle virtù del vescovo Miguel Ángel Builes Gómez, che ha così ottenuto il titolo di venerabile.

## Genealogia episcopale e successione apostolica
La genealogia episcopale è:
- Cardinale Scipione Rebiba
- Cardinale Giulio Antonio Santori
- Cardinale Girolamo Bernerio, O.P.
- Arcivescovo Galeazzo Sanvitale
- Cardinale Ludovico Ludovisi
- Cardinale Luigi Caetani
- Cardinale Ulderico Carpegna
- Cardinale Paluzzo Paluzzi Altieri degli Albertoni
- Papa Benedetto XIII
- Papa Benedetto XIV
- Papa Clemente XIII
- Cardinale Marcantonio Colonna
- Cardinale Giacinto Sigismondo Gerdil, B.
- Cardinale Giulio Maria della Somaglia
- Cardinale Carlo Odescalchi, S.I.
- Vescovo Eugène-Charles-Joseph de Mazenod, O.M.I.
- Cardinale Joseph Hippolyte Guibert, O.M.I.
- Cardinale François-Marie-Benjamin Richard de la Vergne
- Cardinale Pietro Gasparri
- Patriarca Roberto Vicentini
- Vescovo Miguel Ángel Builes Gómez

La successione apostolica è:
- Vescovo Francisco Gallego Pérez (1953)
- Vescovo Gustavo Posada Peláez, M.X.Y. (1953)
- Vescovo Gerardo Valencia Cano, M.X.Y. (1953)